# Monodromie
In de differentiaalmeetkunde en de complexe functietheorie, deelgebieden van de wiskunde, is monodromie de studie van hoe wiskundige objecten zich gedragen in de onmiddellijke nabijheid van een singulariteit. De betekenis van het woord 'monodromie' is zoiets als 'afzonderlijk ronddraaien'. Monodromie is nauw verbonden met de theorie van de dekkende ruimte en het niet meer gelden daarvan in vertakkingen. Het aspect dat aanleiding geeft tot monodromie is het feit dat bepaalde functies, die we willen kunnen definiëren niet meer eenduidig zijn bepaald als ze in een pad rondom een singulariteit heen draaien. Het in gebreke blijven van de theorie kan het best worden gemeten door een monodromiegroep te definiëren: een groep van transformaties, die op de gegevens werken die bepalen wat er gebeurt als een functie om een singulariteit heendraait.
Vlechtgroepen zijn ermee verbonden.